# Агар, Шон, 6-й граф Нормантон
Шон Джеймс Кристиан Уэлбор Эллис Агар, 6-й граф Нормантон (англ. Shaun James Christian Welbore Ellis Agar, 6th Earl of Normanton; 21 августа 1945 — 13 февраля 2019) — англо-ирландский пэр, военный, землевладелец и гонщик на моторных лодках. Он носил титул учтивости — виконт Сомертон с 1945 по 1967 год.

## Происхождение и образование

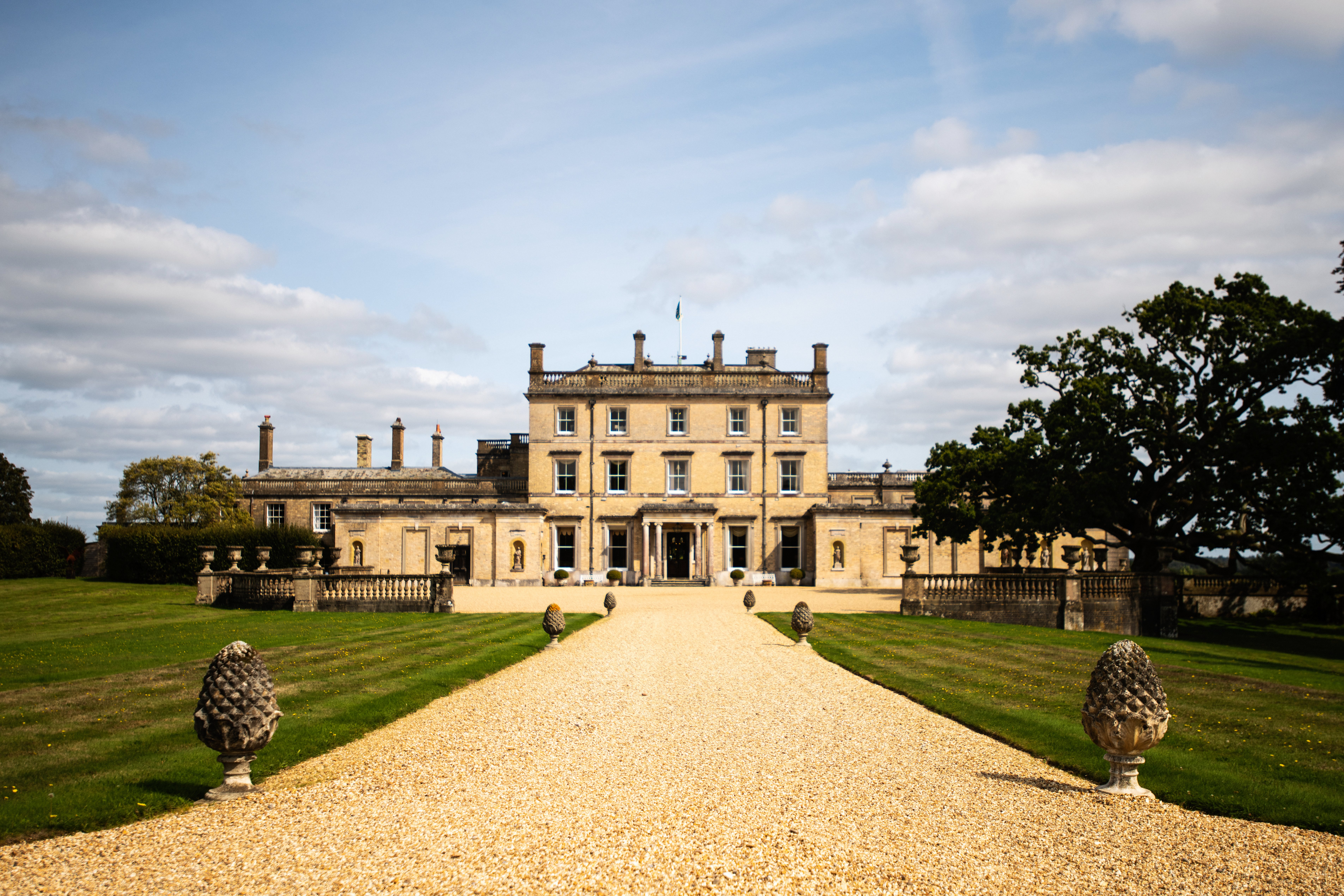
Сомерли-хаус — резиденция графов Нормантон

Родился 21 августа 1945 года. Старший сын Эдварда Джона Сиднея Кристиана Уэлбора Эллиса Агара, 5-го графа Нормантона (1910—1967), и его жены леди Фионы Пратт (1911—1985), дочери Джона Пратта, 4-го маркиза Кэмдена.
Он получил образование в Итонском колледже и в Эглон-колледже в Швейцарии и прошел подготовку на кавалерийского офицера в Офицерской кадетской школе Монса.

## Карьера
Как виконт Сомертон, Шон Агар был зачислен в Королевскую конную гвардию непосредственно из Монса в апреле 1965 года.
28 января 1967 года после смерти своего отца Шон Агар унаследовал титулы 6-го графа Нормантона (Пэрство Ирландии), 6-го виконта Сомертона (Пэрство Ирландии) и 6-го барона Сомертона (Пэрство Ирландии), а также титул 3-го барона Сомертона из Сомерли (Пэрство Соединённого королевства), что дало ему место в Палате лордов.
Он получил чин лейтенанта в марте 1968 года и в 1972 году был переведен из активного списка «синих и королевских особ» в офицерский резерв регулярной армии.
От своего отца он унаследовал Сомерли-хаус в графстве Хэмпшир и поместье площадью около 7000 акров, но его отец умер в возрасте 58 лет, не планируя уплату налога на наследство, и 88 процентов стоимости имущества было заложено в счёт долга. Лорд Нормантон коммерциализировал парковую зону, превратив её в гольф-клуб, открыл дом для публики и организовал множество мероприятий по сбору денег, включая фестивали, концерты и стрельбу по глиняным голубям. Он также стал профессиональным гонщиком на моторных лодках.
В 1974 году после смерти своего дальнего родственника, Артура Агар-Робартеса, 8-го виконта Клифдена (1887—1974), Шон Агар унаследовал титул 9-го барона Мендипа из Мендипа (Пэрство Великобритании).
На распродаже Нормантона на аукционе Кристис, Кинг-стрит, Сент-Джеймс, 13 декабря 1991 года граф продал Сомерли «Венера и Адонис» Тициана. Картина была приобретена музеем Дж. Пола Гетти .
В книге «Кто владеет Британией» (2001) сообщалось, что лорд Нормантон владеет 6000 акрами земли.
Лорд Нормантон скончался 13 февраля 2019 года.

## Личная жизнь
29 апреля 1970 года лорд Нормантон женился первым браком на австралийке Виктории Сьюзен Бирд (род. 1949), дочери Джона Бирда. Они развелись в 2000 году, и в 2010 году он женился во второй раз на Розалинде Бернис Нотт.
От первой жены лорд Нормантон имел двух дочерей и сына :
- Леди Порция Кэролайн Агар (род. 26 декабря 1976)
- Леди Мариса Шарлотта Агар (род. 1979)
- Джеймс Шон Кристиан Уэлбор Эллис Агар, 7-й граф Нормантон (род. 7 сентября 1982).